# Jean Aubine
Jean Aubine (né le 25 avril 1837 à Blesle en Haute-Loire et décédé le 21 mars 1907 à Dijon) est un ingénieur ferroviaire français, inventeur de différents dispositifs dont la pédale mécanique « système Aubine » brevetée.

## Biographie
Jean Aubine était contrôleur des Télégraphes à la compagnie des Paris Lyon Méditerranée (P.L.M.).

### Pédale Aubine - Appareil Aubine

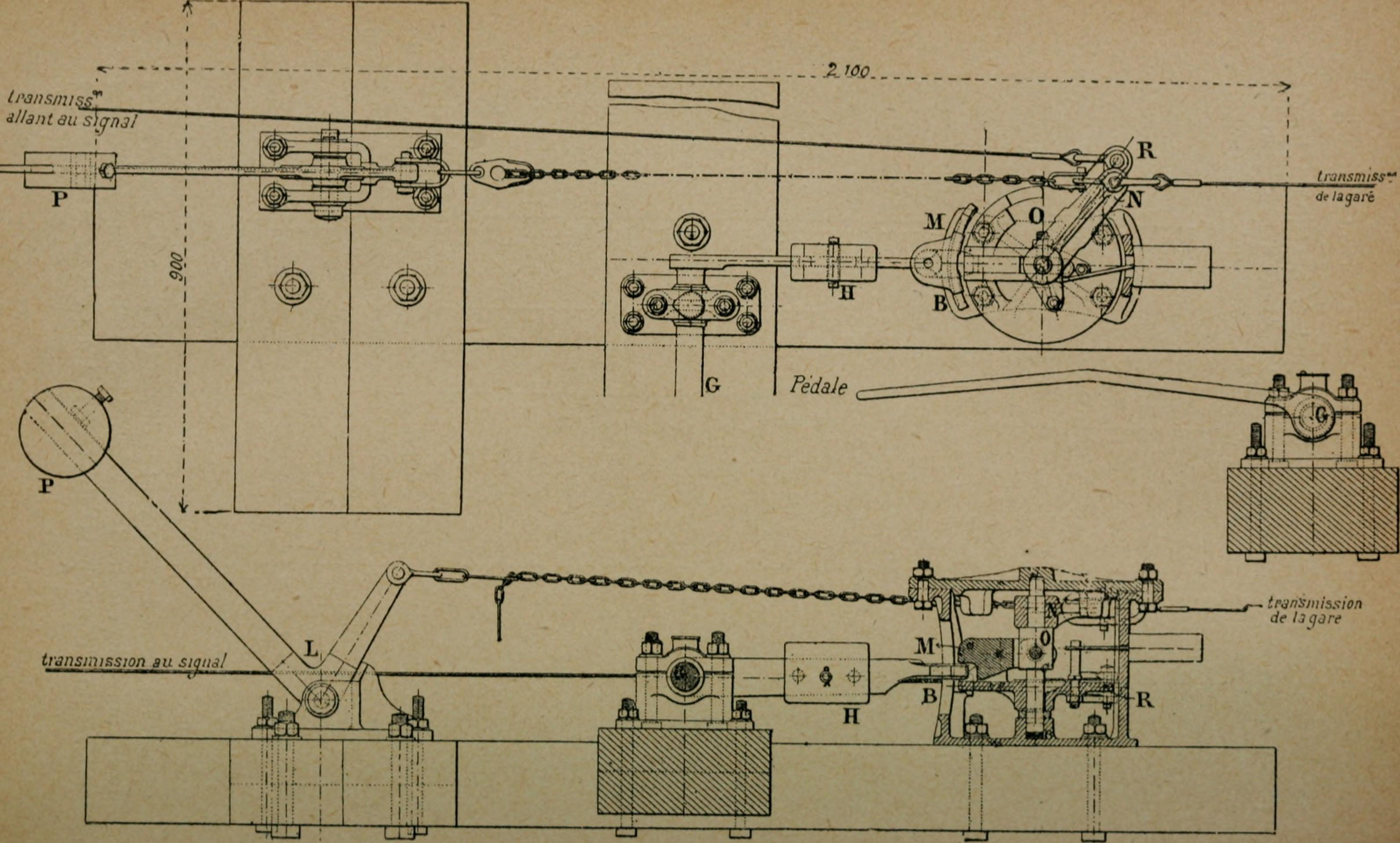
Pédale Aubine (1907).

La pédale Aubine aussi appelé appareil Aubine est une invention de Jean Aubine qui a pour but de faire mettre automatiquement le signal dans la position de fermeture par le passage d’une circulation au moyen d'une pédale mécanique disposée à l'intérieur de la voie et d'un mécanisme de contrepoids. Le dispositif est réarmé à distance (passage du signal à voie libre) par un aiguilleur selon la procédure ad-hoc dépendant de l'époque considérée (dépêche télégraphique ou téléphonique...).
L’appareil Aubine est généralement appliqué à un disque rouge ou à un avertissement. Quelquefois, il est appliqué à un sémaphore.
Le système Aubine est mentionné dans  l'ouvrage de synthèse sur la signalisation d'Édouard Brame en 1867 : « La ligne de Lyon a employé, à titre d'essai, à la gare de Draveil (ligne de Villeneuve-Saint-Georges à Corbeil) le disque automoteur du système Aubine, qui a fonctionné pendant quelques mois sans dérangement. »
Dans différents ouvrages dès 1884, il est en effet indiqué que le dispositif de pédale mécanique « système Aubine » est en exploitation depuis 18 mois aux P.L.M.. Il dépose également ce brevet en Angleterre le 29 mars 1884 (patent n°5677 - Working Railways by means of automatic locking apparatus).

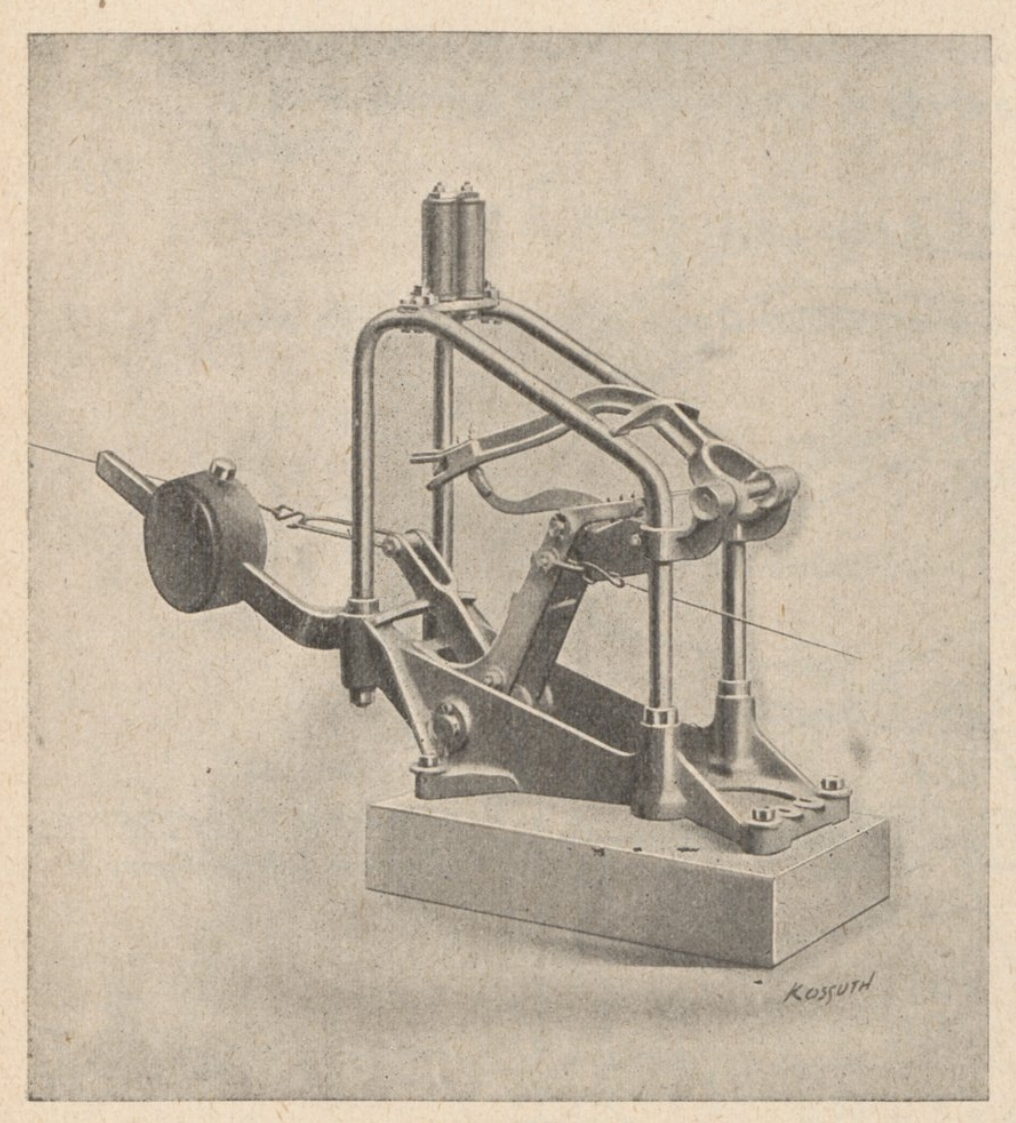
Appareil Aubine à déclenchement électrique (RGCF, 1912).

Ce dispositif a été régulièrement amélioré : ajout d'un dispositif mécanique embarqué générant un coup de sifflet pour les signaux fermés commandé par une « pédale Vernet » au sol pilotée par la pédale Aubine, ajout d'un système d'annulation de la pédale Aubine, aubine à déclenchement électrique (mai 1912)...

### Inventions
Jean Aubine est l'« inventeur :
- de plusieurs dispositifs électriques de communication télégraphique entre les gares[8] ;
- d'un appareil automatique pour disque avancé des gares ;
- d'un appareil à pétards automatiques d'avertissement pour les mécaniciens ;
- d'un appareil de contrôle de vitesse pour contrôler les trains en marche ;
- d'un disque avancé mû électriquement permettant de présenter les disques à toutes les distances sans effort pour les agents chargés de leur manoeuvre[9]. »

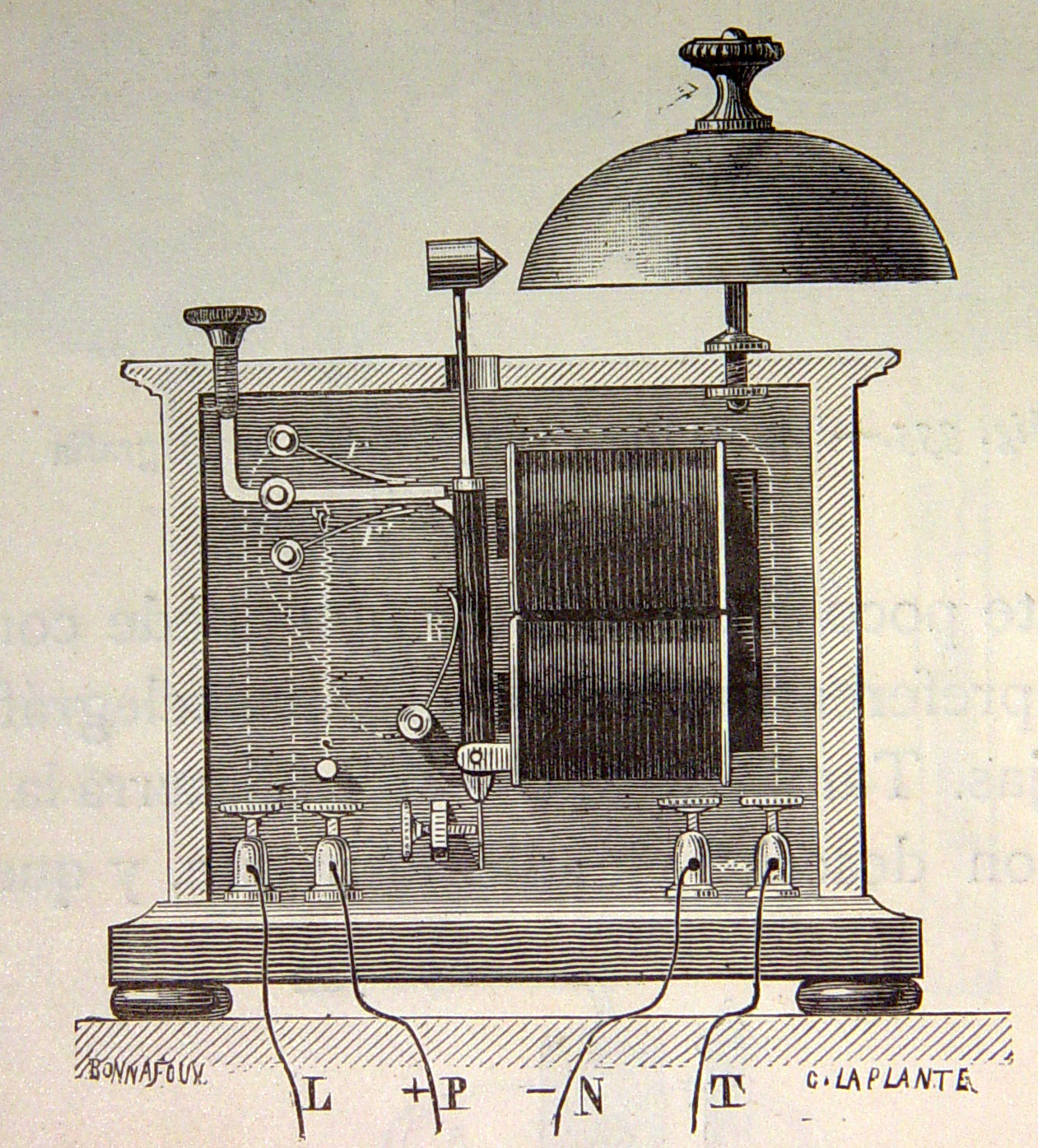
Sonnerie trembleuse à déclencheur, système Aubine (1882).

## Distinction
- Chevalier de la Légion d'honneur (1889) : Jean Aubine a été fait chevalier de la Légion d'Honneur par décret du 29 octobre 1889, à la suite des présentations hors concours effectuées à l'exposition universelle de cette même année[9].

## Anecdote
Jean Aubine a laissé son nom dans le jargon ferroviaire avec le verbe transitif « aubiner » :

« Mettre automatiquement à l'arrêt un signal, placé le long d'une voie ferrée, par le passage d'un convoi au droit de ce signal. »

— dictionnaire Larousse